# Lista över borgmästare i Halmstad
Detta är en lista över staden Halmstads stads borgmästare.

## Borgmästare i Halmstad
Borgmästare i Halmstads stad före 1971.
| Ämbetstid | Namn                   | Levnadstid | Övrigt |
| --------- | ---------------------- | ---------- | ------ |
| 1691–1722 | Anders Dubb            | –1722      |        |
|           | Jonas Fredrik Hermanni | död 1733   |        |
| 1733–1738 | Jacob Fredrik Hummel   | 1705–1759  |        |
| 1739–1754 | Peter Mellin           | 1698–1754  |        |
| 1754–1776 | Hans Unger             | 1725–1788  |        |
| 1781–1809 | Erik Sefström          | 1737–1812  |        |
| 1810–1814 | Elias Gustaf Nolleroth | 1767–1845  |        |
| 1855–1889 | Thure Stockenberg      | 1826–1889  |        |
| 1918–1938 | Georg Bissmark         | 1871–1941  |        |
| 1948–1956 | Erik Bendz             | 1909–1982  |        |
| 1957-1970 | Åke Svensson           | 1908–1985  |        |